# Птаха (рэпер)
Дави́д Бори́сович Нури́ев (род. 10 июня 1981, Баку, СССР), известный под псевдонимами Пта́ха и Зану́да, — российский рэп-исполнитель, киноактёр, участник рэп-группы «Три кита», бывший участник рэп-групп «Отверженные» и Centr. 
Являлся владельцем и сооснователем звукозаписывающего музыкального лейбла, букинг-агентства и объединения «ЦАО Records» с 2006 по 2017 год.

## Биография
Давид Нуриев родился 10 июня 1981 года в Баку. В возрасте девяти  лет был вынужден переехать в Москву из-за Карабахского конфликта, поскольку по отцовской линии Нуриев является армянином, а его мать, Ирада Халил кызы Нуриева — азербайджанка. Событиям тех дней посвящена песня «Рубины» из альбома «Старые тайны».

### Музыкальная карьера
В 13 лет начал слушать хип-хоп-музыку. Из-за сходства в одежде с героем Тупака Шакура из фильма «Над кольцом» (Пташка) получил прозвище Птаха.

#### 1996—2006: «Отверженные», «След пустоты»
Нуриев начал свой хип-хоп-путь в 1996 году с Бурым и Ромом в группе B.J.D. под началом Мастера Спенсора. Через некоторое время к B.J.D. присоединился Зверь, и группа поменяла название на «Отверженные». В 2001 году вышел первый альбом группы под названием «Архив», попавший в линейку релизов от Master’а Spensor’а как «Музыка улиц 4», и в том же году Птаха покинул группу. В 2004 году вышел второй альбом «13 воинов», в который вошла песня «Счастье» с ранее записанным куплетом Птахи. Это последний альбом группы «Отверженные», где можно услышать голос Нуриева.
После ухода из «Отверженных» Птаха начал записывать первые сольные треки. В 2005 году анонсировал выход дебютного альбома под названием «След пустоты», выпустив его семплер. Со временем в интернете появились треки оттуда: «Мысли», «Кошка», «Осень», «Геноцид», «Они», «Дорога домой», «Сирота». Планировавшийся в альбом трек «Исповедь» позже вышел в альбоме «Качели» рэп-группы Centr. Альбом так и не был дописан и не был выпущен.

#### 2007—2009: Centr, «Ни о чём»
25 октября 2007 года Птаха вместе с Guf’ом (с которым познакомился на съёмках клипа «Касты» «Мы берём это на улицах») и Slim’ом в составе рэп-группы Centr выпустил альбом под названием «Качели». Centr сразу же стал популярным на территории России и СНГ, к середине 2000-х группа собирала на концертах в Москве по четыре-пять тысяч зрителей. За песню «Город дорог» группа стала победителем MTV Russia Music Awards 2008 в категории «Лучший хип-хоп-проект».
23 октября 2008 года был выпущен второй альбом группы Centr — «Эфир в норме».
29 октября 2009 года вышла дебютная сольная работа Птахи — альбом «Ни о чём». Перед его выпуском Нуриев хотел сделать совсем другой альбом, и называться он должен был «След пустоты». Но после концепция сменилась. Ранее Птаха думал сделать альбом более психоделическим, но потом желание выпустить этот альбом отпало в связи с изменением тематики песен, однако из прежнего «багажа» были перезаписаны такие песни, как «Дорога домой» и «Клён».

#### 2010—2011: Зануда, «Папиросы», «ЛПЦ»
17 марта 2010 года вышел видеоклип на песню «Отходос» от проекта Зануда и анонсировался альбом. Выбор такого псевдонима Нуриев объяснил так: «Старею, мне кажется, ворчу много, начинаю нудеть».
31 августа 2010 года вышел второй альбом Птахи — «Папиросы». На обратной фронту внутренней части обложки «Папирос» изображена картинка, обозначающая ложь и развал группы Centr. Точно такая же татуировка изображена на голени Птахи.
26 ноября 2010 года вышел видеоклип на песню «Старые тайны» под режиссурой Марии Болдыревой, снятый в старой квартире Нуриева на Якиманке, в доме, у которого и рос неоднократно упоминаемый в текстах рэпера клён. Анонсируется третий альбом Птахи.
12 июня 2011 года на концерте в честь дня рождения Нуриева «Зануде 30» было презентовано видео на песню «Нечего делить», в которой участвуют сам Зануда и Дым, представляющие «ЦАО Records» и Москву, и 9 Грамм, Gipsy King и Bugz, представляющие Bustazz Records и Екатеринбург. Позже Gipsy King переехал в Москву и организовал вместе с Занудой и Тато экспериментальный проект «Три кита».
3 ноября 2011 года был выпущен совместный альбом групп «Легенды про…» и Centr под названием «Легенды про…Centr» («ЛПЦ»).

#### 2011—2012: «Три кита», «Старые тайны»
Первая информация о намечающемся экспериментальном творческом союзе Птахи, Тато и Gipsy King’а появилась ещё в сентябре 2011 года, когда вышло их первое рабочее видео. Постепенно от идеи совместного ЕР участники перешли к написанию полноценного альбома. Впоследствии было выпущено несколько рабочих видео, промо треков, и клип на песню «Снег». 26 марта были представлены список композиций, семплер и обложка альбома. 22 мая 2012 года состоялся официальный интернет-релиз альбома «Три кита» на сервисе Яндекс. Музыка. 23 июня в продажу поступили компакт-диски. 15 июня Птаха устроил ещё один концерт в честь Дня рождения — «Юбилей +1». Также это событие было освещено по телевидению. 23 августа в Москве в клубе «16 тонн» была проведена презентация альбома «Три кита».
26 сентября в качестве промо альбома «Старые тайны» вышла песня «Чёрный ворон». 29 октября в сети появилось ещё одно промо — исполненная совместно с коллегами из казанского филиала лейбла «ЦАО Records», Доком и Musa’ой, песня «Миф». 7 ноября был опубликован клип на эту песню. В интервью для «Хип-хоп-хит», Нуриев заявил о том, что в новом альбоме не планировалось скитов — задумывалось, что вместо них будут только стихи под музыку — «это рэп, как бы, просто по-другому сделан», как сказал сам исполнитель. На один из таких, «Милкивей», в скором времени будет снят клип. Как замечает автор стиха, «необычно от меня будет такое увидеть». Из интервью можно также узнать, какими и о чём будут «Старые тайны». Птаха описал его так: серьёзный, более взрослый, нежели «Папиросы», «осенне-зимний». В его содержании будет «микс» из всего того, что рэпер прожил за 31 год: песни будут про религию, любовь, наркотики, предательство, неправильные поступки… Альбом покажет, что творится в голове рэпера, и, как он сказал, «Старые тайны» будет некой точкой в этапе развития Centr’а, «ЦАО» и сольной карьеры Давида как Птахи.
Это будет вот та точка, которую я, наверное, поставлю… Люди, кто послушает этот альбом, они, по идее, поймут, ну, что у меня в голове происходит. Т. е. там я хочу именно показать, почему я так делаю, почему я так высказываюсь в интервью <…> о себе. Дальше потому что я буду уходить в другое русло, не в попсу, а просто в другое направление музыки.Птаха
29 ноября 2012 года были опубликованы обложка и список композиций третьего альбома Птахи. 12 декабря был опубликован семплер альбома. 21 декабря вышел третий сольный альбом Птахи — «Старые тайны».

#### 2013—2015: «По низам», «Фитовой»
К выходу запланированы второй альбом Зануды «По низам», мини-альбом совместных песен «Фитовой» и очередной номерной альбом группового проекта «Три кита».
В качестве промо для «Фитового» были выпущены такие записи, как «Не свег», «Специи» и «Интро»; выход был запланирован на лето 2013.
20 мая 2013 года вышел видеоклип на совместную с Schokk’ом песню «На интерес».
30 августа был выпущен промосингл «Порно-история», припев для которого записал Амир. 16 сентября исполнитель в официальном профиле Twitter заявил, что мини-альбом «Фитовой» будет объединён с альбомом «По Низам». 25 ноября было опубликовано street видео на трек «Талая вода» из альбома «По низам», вместе с ним Зануда показал обложку альбома «По низам» и объявил, что выход альбома по неизвестным причинам переносится на весну 2014 года.
10 января на телеканале СТС вышло в эфир концертное шоу «Поэзия бита», в котором Птаха прочитал стихотворение Константина Симонова «Слишком трудно писать из такой оглушительной дали». 28 апреля 2014 года Птаха выпустил альбом «По низам».
Осенью 2014 года баллотировался в депутаты муниципального собрания поселения Михайлово-Ярцевское в Новой Москве от партии ЛДПР, членом которой является.
23 февраля 2015 года Зануда выпустил альбом «Фитовой».

#### 2016—2023: Centr, «Бодрый», ЦАО, Versus
В 2014 году состоялся реюнион группы Centr после примирения Гуфа и Птахи. Через два года она прекратила своё существование, Гуф и Слим занялись собственным проектом без Птахи.
6 февраля 2018 года состоялся рэп-баттл между Гуфом и Птахой на площадке Versus Battle. В судейском составе были рэпер Нигатив, DJ 108 («Балтийский Клан») и Баста. Победу одержал Guf. В Сети видео появилось 19 февраля.
4 февраля 2023 года «Птаха» провёл боксёрский поединок с рэпером Лигалайз в рамках поп-ММА-промоушена «Наше дело». По результатам трёх раундов судьи присудили победу «Птахе». По словам Меньшикова, ему пришлось освоить бокс за месяц до поединка, в то время как его соперник готовился к бою больше года и изначально должен был драться с рэпером Obe 1 Kanobe.
8 марта 2023 года Птаха ради шутки инсценировал своё попадание под обстрел в районе Донецка и после этого несколько часов не выходил на связь. Таким образом рэпер решил «потроллить украинских звёзд-солдат, которые показательно делают фото и видео на передовой». По мнению адвоката Александра Карабанова, поведение музыканта аморально, так как он «играет на чувствах» поклонников, а подобный розыгрыш может стать основанием для проведения проверки военной прокуратурой.

### Кинокарьера
В 2006 году Давид Нуриев сыграл эпизодическую роль в фильме «Жара» и написал для этой картины песню. В 2008 году он снялся в фильме Фёдора Бондарчука «Обитаемый остров» в роли адъютанта-протокольщика, присутствовавшего при допросе террористов. Позже Нуриев принял участие в работе над фильмом «Брат 3»: он появляется в тизере этой ленты, опубликованном в июне 2021 года.
В 2009 году, ещё до распада группы Centr, Птаха заявил, что снимет фильм о рэпе в России, возможно, со Slim’ом и Бастой.

## Конфликты

### Биф с Drago
В 2008 году создалась конфликтная ситуация между группой Centr и рэп-исполнителем Drago после записи и выпуска первыми песни «Про любовь». В ней Птаха со Slim’ом рассказывают, что диссы — это не главное в рэпе, а Птаха в своём куплете задевает St1m’а, Drago и Ayvengo. И если первый с третьим никак не отреагировали, то второй записал двойную песню-ответ «По центру»/«Почему Птаха птаха?», в которой в шутливой форме оскорбляет Птаху и прочих участников группы Centr, обвиняя в пропаганде кокаина («группа Centr из Москвы пропагандирует кокс»), а их слушателей — в наркомании («три торчка собирают реально нехилые залы — не удивительно: наркоманов в России не мало»). После этой песни было много видеороликов с обеих сторон и вызов на миксфайт от Птахи. Драго был согласен и даже организовал миксфайт на нейтральной для обеих сторон территории, на Украине.
Я угорал просто, не ожидал такой волны. Это как снежный ком: он неуважительно отозвался о Centr’е, я ответил, пошло-поехало, но так никуда и не приехало.Птаха

### Уход Guf’а из Centr
6 июня 2009 года в Луганске произошли некие события, о которых участники группы Centr умалчивают. Есть лишь данные, что после конфликта со Slim’ом и Птахой, Guf покинул коллектив и решил заняться сольным творчеством. После ухода Guf’а стали появляться слухи о распаде группы. Это событие стало настолько поразительным и громким, что на конкурсе Russian Street Awards 2010 в номинации «Хип-хоп-событие года» победил «распад группы Centr».
На самом деле, вопрос в том, почему мы расстались. Случилось это не потому, что мы ему завидовали. Истинная причина развала коренится в событиях 6 июня 2009 года в Луганске.Птаха
Роль Птахи в конфликте Gufa и Slim’а
В 2010 году Slim выпустил песню «Spice Baby» и клип на неё, в которых пародирует Gufа и, в частности, песню «Ice Baby», в ответ на такие поступки Алексея, как пародирование Вадима на презентации своего второго альбома и запись песни «100 строк». В треке «Spice Baby» Slim обвиняет Guf’а в том, что тот украл его минусовки и выставил их в свободный доступ. В своём клипе Slim пародировал Guf’а и использовал его фразы. Птаха в их скандале принял сторону Slim’а и снялся в его клипе «Spice Baby».
Птаха не стал особым образом влезать и раздувать скандал и в большей степени остался в стороне от него. Хотя он дал пару интервью по этой теме, поддерживая сторону Slim’а.
Через 2 месяца Птаха опубликовывает видеоклип на совместный с Принципом трек «Старость».
Это видео предназначено напомнить, как могло бы быть, если бы один из нас не словил звезду, и не стал бы так долго и нагло нас срать и провоцировать. 
<…>

Так как нам дали слово не трогать нас, мы реагировать больше не будем, мы займёмся лучше музыкой. 

Всем, кто за ЗМ, желаем любви и добра, всем кто держит сторону ЦАО того же, и просим не ведитесь на провокации. Они же дети ещё, и вы должны относиться к ним с пониманием и умилением.

### Конфликт с Бастой и Oxxxymiron’ом
В январе 2015 года Птаха дал интервью сайту «Чита.ру», в котором раскритиковал работу рэп-лейбла Gazgolder, возглавляемого Бастой. По его мнению новые артисты, подписав контракт с «Газгольдером», пропадают из вида. Спустя пару месяцев «Gazgolder» сумел изъять из продажи в iTunes релиз Птахи, в котором участвовал один из артистов их лейбла, как размещённый там без договора и нарушающий копирайт.
В том же интервью он нелестно высказался о творчестве Мирона и его слушателях: 

«На данный момент я могу сказать, что мне стыдно за русский рэп. Сейчас стало очень много непонятных рэперов — они рифмуют хорошо, у них техника есть, но рэпа в них нет. Они не представители хип-хоп-культуры, они мейнстримщики, которые делают на этом бабки. Для них это бизнес и не более того. Они никогда не были в этой культуре, не варились в этом, российском. Какие-то там приезжие, блин, рэперы из Европы, которые раньше русский рэп унижали, а теперь они рэп читают на русском, типа Oxxxymiron. И люди их слушают. Я видел их слушателей, не дай Бог, чтобы у меня такие были».— А. Затирко. «Птаха: Раньше все делали хип-хоп, теперь делают бабки»
В апреле Oxxxymiron упомянул Птаху в треке «Дежавю»: «Птаха говорит, что во мне нету рэпа, — ладно, в моём рэпе нет Птахи». Птаха пригрозил объяснить Мирону «кого в куплетах трогать не надо».

### Конфликт с движением «Антидилер»
Осенью 2016 года Мещанским межрайонным следственным отделом СУ по ЦАО Москвы Следственного комитета России в отношении Давида Нуриева было возбуждено по ч. 1 ст. 282 УК (возбуждение ненависти либо вражды в отношении группы лиц, объединённой по признаку «оказание помощи правоохранительным органам в розыске и задержании преступников»,). Поводом стала речь музыканта на концерте в клубе «16 тонн» 23 сентября 2015 года, в которой он назвал добровольных помощников полиции из движения «Антидилер» порочными женщинами и призвал писать на машинах движения непечатное слово. Само мероприятие происходило после задержания Гуфа и Слима в Красноярске силами ФСКН при участии «Антидилера». В марте 2017 года Нуриев, признавший вину, был приговорён к штрафу в размере 200 тысяч рублей.

### Конфликт с Алексеем Навальным
В апреле 2017 года Птаха опубликовал видеоклип на песню «Свобода 2.017», в которой назвал участников мартовских протестов, вышедшими «за деньги дяди Сэма», «мажорами». Спустя несколько недель, сразу после премьеры схожего по смыслу клипа Алисы Вокс на песню «Малыш», политик Алексей Навальный обвинил обоих в том, что за эти песни им заплатил Кремль. Позже Птаха опубликовал пост в Instagram, в котором отверг все обвинения, однако, вскоре пост был удалён. Этот поступок вызвал массовую негативную реакцию общества, а в музыкальных кругах артистов раскритиковали и резко осудили.

## Дискография
| Птаха - 2009 — «Ни о чём» - 2012 — «Старые тайны» - 2019 — «Free Base» Зануда - 2010 — «Папиросы» - 2014 — «По Низам» - 2015 — «Фитовой» - 2016 — «Бодрый» - 2023 — «Паруса» - 2014 — «ЦАО, Vol. 1» - 2015 — «ЦАО, Vol. 2» В составе группы «Отверженные» - 1999 — «Архив» / «Музыка улиц 4» - 2004 — «13 Воинов» В составе группы Centr - 2007 — «Качели» - 2008 — «Эфир в норме» - 2011 — «Легенды про…Centr» (совместно с группой «Легенды про…») - 2016 — «Система» В составе трио «Три кита» - 2012 — «Три кита» | - 2009 — «Фон» (уч. D.Masta, Дым, Смоки Мо) (Miko prod.) - 2010 — «Приезжай» (уч. Kurbat) - 2011 — «На месте» (уч. «Новый Союз») - 2012 — «Дымом в облака» (уч. Бьянка) - 2013 — «Бессонница 2» - 2013 — «Первое слово» - 2013 — «Талая вода» (уч. Ангелина Рай) (Denim prod.) - 2014 — «Пробуждение» (Miko prod.) - 2014 — «Жирный напас» (Пиджак prod.) - 2014 — «Виражи» (в составе группы «Centr») - 2014 — «Няшная Хрень» (уч. Ангелина Рай) (AntiGona prod.) - 2015 — «По-жести» (в составе группы «Centr») - 2015 — «Гудини» (уч. «Каспийский груз») (в составе группы «Centr») - 2015 — «Нюни 2» (в составе группы «Centr») - 2015 — «На таран» (в составе группы «Centr») (BluntCath prod.) - 2015 — «Больно» (уч. Ангелина Рай) (Somaly prod.) - 2015 — «Делаем дела» (уч. Spliff Blazer, Slavon) (Karen Smoll prod.) - 2015 — «Кружево времени» (уч. «9 Грамм») - 2015 — «Признание» (уч. Кравц) (Miko prod.) - 2016 — «Аперитив» (уч. Ahimas, Амир) - 2020 — «Калоши» - 2024 — «Броневик» (уч. Слава КПСС) - 2025 — ??? (уч. Мария Захарова) |

### Участие
| - 2007 — «Город дорог» (альбом Guf’а) песня «Хлоп-Хлоп», «Мутные Замуты» (уч. Slim) - 2007 — «Ва-банк» (альбом группы «Rap City») песни «Покупайте» (скит) (уч. Guf’а), «Детство» (уч. Alisia Bave) - 2008 — «Весы» (альбом Стрижа) - 2008 — «Сплавы» (сборник группы «Иезекииль 25:17») песня «В дорогу» - 2008 — «Check This Sound» (альбом MaxiGnom’а) песня «Жизнь» - 2009 — «Ближе» (сингл Raphael’я) - 2009 — «Питер порвёт, Москва порешает» (микстейп Крип-а-Крипа) - 2009 — «Холодно» (альбом Slim’а) песни «Воздух» (уч. Guf), «Таблетка» (скит) - 2009 — «Star Track» (микстейп D.masta) - 2009 — «Маршруты» (альбом группы «Dи’аспора»), песня «Скорость» - 2010 — «Визави» (альбом группы «True Star») - 2010 — «Настроение осень» (альбом группы «RP») песни «Настроение осень» (уч. Marsel), «Вдыхая Свободу» - 2010 — «Москва 2010» (альбом Miko) песня «Лекарство» (уч. Рам ПК) - 2010 — «Завтрак для улиц» (мини-альбом D.masta) песня «Фон» (уч. Дым и Смоки) - 2010 — «Твой любимый рэпер vol. 1» (сборник D.masta) - 2010 — «Плохо» (альбом группы «Н. П. М.») - 2010 — «Ненормативная лирика» (альбом Kurbat’а) - 2010 — «Кислород» (альбом Стрижа) - 2010 — «Имена» (альбом Ruskey’я) - 2010 — «Важно» (отменённый альбом Ahimas’а) - 2011 — «Отличай людей» (альбом Slim’а) - 2011 — «Мега» (альбом Гиги) - 2011 — «proDUCKtion кассета» (альбом DJ Nik-One) - 2011 — «Лирика демона» (альбом Feel’а) - 2011 — «Изнутри» (альбом Басоты) - 2012 — «Показания» (альбом Сквоза) - 2012 — «EРзод 1» (мини-альбом группы «Новый Союз») | - 2012 — «6613» (микстейп Михи Гама) - 2012 — «Не потеряй себя (The Best Of)» (сборник Стрижа) - 2012 — «Cen-Тропе» (альбом Slim’а) - 2012 — «Мы будем жить» (альбом Ruskey’я) - 2013 — «Станция Кремлёвская» (альбом объединения «ЦАО Records Kazan») - 2012 — «Nikolay Stravinsky» (сингл Nikolay Stravinsky) - 2013 — «Алатан» (альбом Ahimas’a) - 2013 — «МиР» (альбом Кости Беса) - 2013 — «Гримм» (альбом группы «Три Типа») - 2013 — «Догмат» (совместный альбом Амира и группы «Black Market») - 2013 — «Никки Раккета» (альбом Сквоза) - 2013 — «Выдох в город» (альбом Меззы) - 2014 — «Feat’иль часть 2» (сборник Ай-Q) - 2014 — «The Best» (сборник Slim’а) - 2014 — «Бьянка.Музыка» (альбом Бьянки) - 2014 — «Снова молодой» (альбом German’a) - 2014 — «Meister Franz» (микстейп Schokk’a) - 2014 — «Ключ» (альбом Тато) - 2014 — «Сделано в Сибири» (альбом группы «Цвет Ночи») - 2015 — «Саси.» (альбом группы «Алкоголь После Спорта») - 2015 — «Life» (сборник Тбили Тёплого) - 2015 — «Ещё» (альбом Guf’a) - 2016 — «Последняя запись» (мини-альбом группы «KUNTEYNIR») - 2016 — «Турист» (альбом Pra(Killa’Gramm’а)) - 2016 — «Дориан Грей. Том 1» (альбом Жака-Энтони) - 2016 — «Доспехи Бога» (микстейп Смоки Мо и Zloi Negr) - 2017 — «Москва» (альбом Miko) |

## Видеография
| Альбом «Ни о чём» - 2009 — «Я верю в Бога» (уч. Ruskey) - 2009 — «Монолог» (уч. Ignat Beatz remix) - 2009 — «Клён» (уч. Ноггано, Тати, Тато) - 2009 — «Луна» (уч. Slim, Витя АК, Стриж) - 2010 — «Старость» (уч. Принцип) Альбом «Старые Тайны» - 2010 — «Старые тайны» (реж. Мария Болдырева / монт. Long Story Prod.) - 2012 — «Не забуду» - 2012 — «Миф» (уч. Musa, Док) - 2013 — «Дымом в облака» (уч. Бьянка) - 2013 — «Первое слово» - 2013 — «Моя основа» (уч. Миша Крупин) Синглы - 2013 — «Время» - 2014 — «Не вернуть» (уч. Тато) - 2015 — «#pray4j» (уч. Aedee, ST, Гурмэ («OSG»), Нагваль, Fed L, Stuff Bro) - 2015 — «Признание» (уч. Кравц, Miko) - 2017 — «Свобода 2.017» - 2008 — «Жизнь» (Maxignom при уч. Птаха, Сидр, Miss Alise) (Maxignom — «Check This Sound») - 2009 — «Настроение осень» (RP при уч. Птаха, «Марсель») («RP» — «Настроение Осень») - 2010 — «Вверх» («21 глава» при уч. Рам, Птаха) - 2013 — «Трип» (Nikolay Stravinsky при уч. Птаха) - 2014 — «Там где небо» (German при уч. RusKey, Птаха, Элена Bon Bon) Альбом «Папиросы» - 2010 — «Отходос» - 2010 — «На измене» (уч. Ruskey, «Легенды про…», Александр Бандос) - 2010 — «Интро» - 2010 — «Всё будет» (уч. Амир) - 2010 — «Мандарины» (уч. Амир, Тато) - 2011 — «Папиросы» Альбом «По Низам» - 2014 — «С логотипом высотки» (уч. Тато, Ангелина Рай) - 2014 — «Плен» (уч. Тато, Ангелина Рай) - 2014 — «Город убийца» (уч. Guf) - 2016 — «Фарфор» Альбом «Фитовой» - 2011 — «Их умом не понять» (уч. Грубый Ниоткуда) Альбом «Бодрый» - 2016 — «Бодрый» (уч. Ангелина Рай) - 2016 — «Хроника» (ft. Чаян Фамали) - 2017 — «Геном» Синглы - 2011 — «Нечего делить» (уч. 9 Грамм, Gipsy King, Bugz, Дым) - 2011 — «На месте» (уч. «Новый Союз») - 2012 — «Интро, которого нет» - 2013 — «На интерес» (уч. Schokk) - 2013 — «Талая вода» (уч. Ангелина Рай) - 2015 — «Больно» (уч. Ангелина Рай) - 2013 — «От центра до окраин» (уч. Тато) (Тато — «Ключ») | Альбом «Качели» - 2008 — «Город дорог» (уч. Баста) - 2008 — «Зима» Альбом «Эфир в норме» - 2008 — «Трафик» (уч. Смоки Мо) - 2008 — «Ночь» - 2009 — «Легко ли быть молодым» Альбом «Легенды Про…Centr» - 2011 — «Всё будет» - 2011 — «Понедельник» - 2011 — «Centr» / «Аутро» - 2011 — «Дорог город» - 2012 — «Просто деньги» - 2013 — «Дядя Федя» Альбом «Система» - 2015 — «По жести» - 2015 — «Нюни 2» - 2016 — «Далеко» (уч. «A'Studio») Синглы - 2011 — «Те дни» (Slim — Отличай людей) - 2012 — «Собаки Павлова» (Приглашение на HHAS 2012) - 2014 — «Виражи» - 2015 — «Гудини» (уч. «Каспийский груз») - 2012 — «Снег» - 2012 — «На-на-на» - 2012 — «Поднимите руки вверх» - 2016 — «На наркоту» |

## Рэп-баттлы

### Versus Battle
| Соперник | Дата выхода |
| -------- | ----------- |
| Гуф      | 2018        |

## Бои

### «Наше дело»
| Соперник | Дата выхода    | Результат | Прим.  |
| -------- | -------------- | --------- | ------ |
| Лигалайз | 4 февраля 2023 | Победа    | [ 34 ] |

## Участие в клипах других исполнителей
- 2000 — «Мы берём это на улицах» (клип группы «Каста»)
- 2006 — «Новогодняя» (клип исполнителя Guf)
- 2008 — «Beef» (клип исполнителя ST)
- 2009 — «Игра в реальную жизнь» (клип исполнителей Смоки Мо и Tony P)
- 2010 — «Привет» (клип исполнителей D.masta и Crash)
- 2010 — «Spice Baby» (клип исполнителя Slim)
- 2010 — «Светом во тьме» (клип исполнителей RusKey и Ай-Q)
- 2011 — «Засыпай» (клип исполнителя Басота)
- 2011 — «На себя или на них» (клип исполнителя Kurbat)
- 2012 — «29 марта» (клип исполнителя Me2x)
- 2012 — «Девочка» (клип исполнителя Slim)
- 2012 — «Помни» (клип исполнителя Menace Society)
- 2012 — «Красное полусладкое» (клип исполнителей Кот Балу и Костя Бес)
- 2012 — «Само собой» (клип группы «Новый Союз» и исполнителя Лёпа)
- 2013 — «Разные» (клип исполнителей Сквоз и Док)
- 2014 — «Дай руку» (клип исполнительницы Виктория Победа)
- 2014 — «Приглашение в Lookin Rooms» (клип исполнителей Тато, Вова Prime, Omi 1, Оголтелый Заяц и группы «Легенды про...»)
- 2014 — «Мы кидаем камни» (клип исполнителя Dimi Ya/Schokk)
- 2016 — «Хейт» (клип исполнителя ST)
- 2016 — «Бодрый / ЦАО Records» (клип исполнителя Басота)

## Фильмография
В качестве актёра
- 2006 — «Жара» — муж Маши
- 2010 — «Вместе» (короткометражный фильм) — себя
- 2015 — «Сольная жизнь» — себя
- 2022 — «Брат 3».

Концертные фильмы
- 2009 — «Centr. Эфир в норме»

Саундтрек
- 2006 — «Жара 77» (для художественного фильма «Жара»; в составе группы Centr)
- 2010 — «На измене» (для художественного фильма «На измене»; совместно с RusKey, «Легенды про…» и А. Бандос)
- 2015 — «Легко ли быть молодым?» (для телесериала «Легко ли быть молодым?»; в составе группы Centr)
- 2016 — «Под закат» (для художественного фильма «Карусели»; совместно с Boris (Н. П. М.)), «Те дни»; в составе группы Centr

## Общественная деятельность
В декабре 2018 года Птаха был на встрече в Госдуме, на которой обсуждалась отмена выступлений рэперов. По итогам встречи он стал членом создаваемого постоянного совета по культуре Молодёжного парламента при Госдуме.
В декабре 2022 года в эфире ток-шоу «Место встречи» на НТВ заявил, что молодёжь не понимает смысла российско-украинской войны, российских мобилизованных «гонят как баранов на убой», на фронт бросают больных людей без какой-либо медкомиссии. На вопрос ведущего, может ли он снять ролик, в котором объяснит, «что мы там делаем», Птаха ответил: «Я сам особо не понимаю». Ведущие постоянно Птаху перебивали и требовали, чтоб он привёл «конкретные примеры». На предложение поехать «туда» самому и разобраться, рэпер ответил: «Молодёжь не идёт, её туда гонят как баранов на убой. Везде, любой регион если взять. <…> Я понимаю, что вы здесь занимаетесь пропагандой. Но занимайтесь ею так, чтоб это работало, пропагандируйте то, что есть, не надо строить того, чего нет. Людей загоняют как баранов. <…> С каким нацизмом вы боретесь? Вы хотите сказать, что все украинцы нацисты?».
При этом Птаха отметил, что он не осуждает вторжение российских войск на Украину: «Я не осуждаю СВО, я один из тех людей, кто поддерживал СВО. Я начал поддерживать СВО после того, как увидел, как наших пацанов там валят». По ходу монолога Птахи ведущие выкрикивали исторические факты о Третьем рейхе, нацистах, рассказывая об «армии Паулюса» и советуя Птахе пойти в школу.
Впоследствии рэпер в комментарии изданию The Insider отметил, что поддерживает вторжение, однако у него есть вопросы: «Меня никто не просит быть посдержаннее, и я могу сказать, что на самом деле высказываю своё личное мнение. <…> Просто надо правильно говорить и высказываться правильно, адекватно. Я не призываю сносить строй или выйти на незаконные митинги, воевать с полицией. <…>Так вот, если вести себя адекватно и задавать правильно вопросы и предлагать какие-то решения в диалоге спокойно, можно двигаться, и никто ничего не сделает, я считаю так».

## Награды и номинации
| Год  | Номинант | Награда                                          | Результат |
| ---- | --- | ------------------------------------------------ | --------- |
| 2008 | «Город дорог» (совместно с Баста) в составе группы Centr                                                         | MTV Russia Music Awards — «Лучшая хип-хоп-песня» | Победа    |
| 2008 | Победитель во всех номинациях «Артист года», «Альбом года», «Лучший клип», «Событие года» в составе группы Centr | Итоговое голосование Rap.ru                      | Победа    |
| 2010 | Распад группы Centr в номинации «Событие года»                                                                   | Russian Street Awards 2010                       | Победа    |
| 2012 | «Легенды про…Centr» в номинации «Альбом года»                                                                    | Итоговое голосование Rap.ru                      | Победа    |

### Комментарии
1. 1 2  Песня «Не вини Амура» выпущена на 2-х релизах Стрижа.
2. 1 2 3 4  Песня (либо её изменённая версия) также появляется в альбоме «Ни о чём».
3. 1 2 3  Сингл «Фон» (либо изменённая версия трека) выпущен в составе нескольких релизов.
4. ↑  Песня «На измене» также появляется в альбоме «Папиросы».
5. 1 2  Песня также появляется в альбоме «Старые тайны».

### Видеоисточники
1. ↑  Птаха — интервью для «Хип-Хоп-Хит».
2. ↑  Птаха в программе «Классика улиц».